# گروه مداخله ملی ژاندارمری
گروه مداخله ملی ژاندارمری (Groupe d'intervention de la Gendarmerie nationale) یگان عملیات ویژه و ضدتروریسم زیرمجموعه ژاندارمری فرانسه است، که در سال ۱۹۷۳ تأسیس شد.